# داویده دی فرانچسکو
داویده دی فرانچسکو (انگلیسی: Davide Di Francesco؛ زادهٔ ۱۹ ژانویهٔ ۲۰۰۱) بازیکن فوتبال اهل ایتالیا است.
وی همچنین در تیم‌های ملی فوتبال زیر ۱۷ سال ایتالیا و زیر ۱۸ سال ایتالیا بازی کرده‌است.